# Cantal megye községei

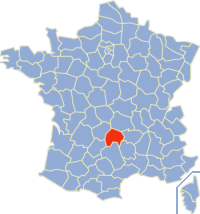

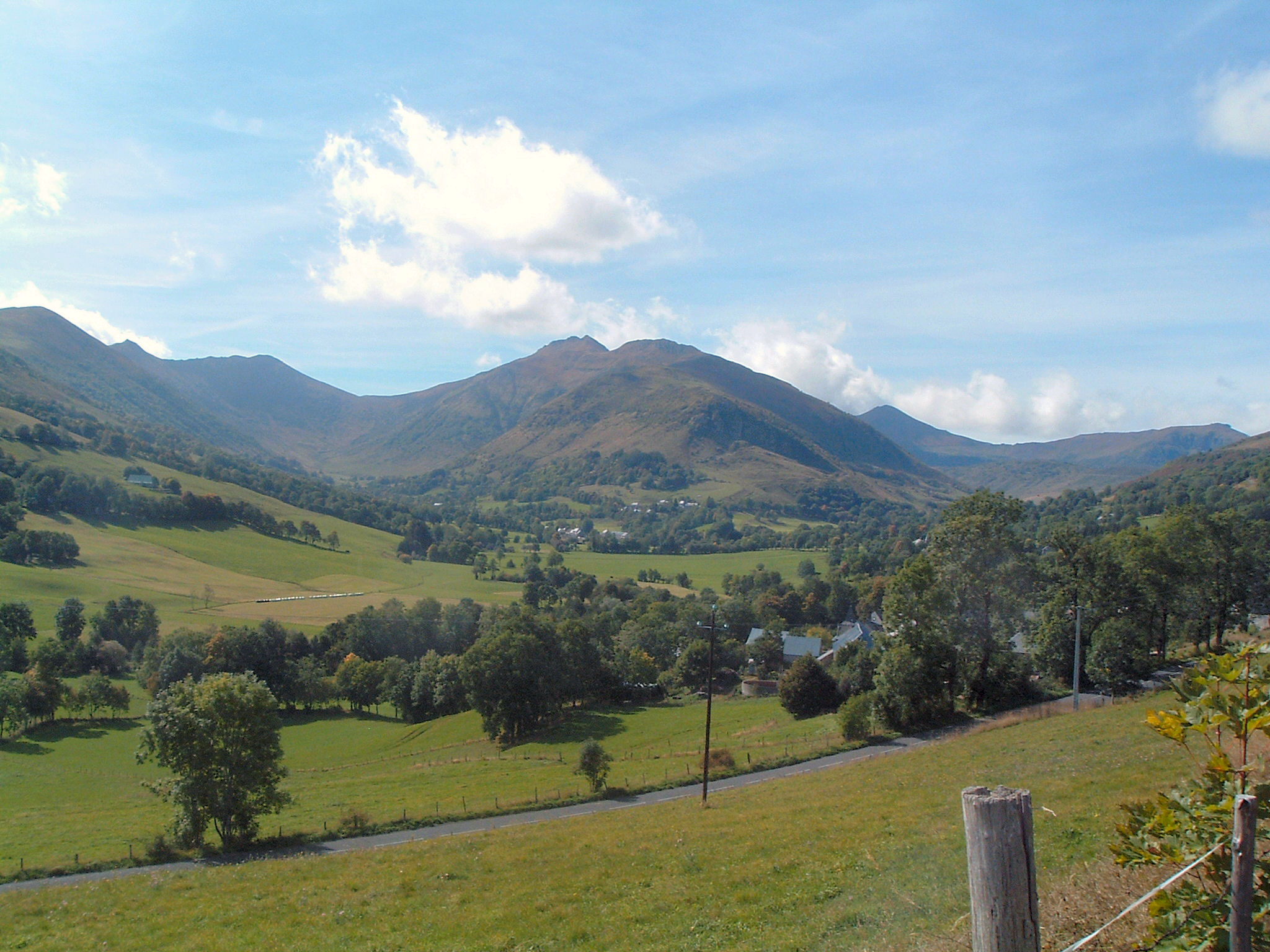

Cantal megyében 260 település található.

## Városi és agglomerációs körzetek
- (CAA)     Bassin d'Aurillac agglomerációs körzet
- (CCC)     Cézallier városi körzet
- (CCCA)    Caldaguès-Aubrac városi körzet
- (CCACGC)  Cère, Goul és Carladès agglomerációs körzet
- (CCCR)    Cère et Rance városi körzet
- (CCHC)    Haute-Châtaigneraie városi körzet
- (CCM)     Montsalvy városi körzet
- (CCMT)    Margeride-Truyère városi körzet
- (CCP)     Planèze városi körzet
- (CCPG)    Gentiane városi körzet
- (CCPMas)  Massiac városi körzet
- (CCPMauc) Mauriac városi körzet
- (CCPMaus) Maurs városi körzet
- (CCPMu)   Murat városi körzet
- (CCPP)    Pierrefort városi körzet
- (CCPS)    Salers városi körzet
- (CCPSF)   Saint-Flour városi körzet

| INSEE | Irányítószám | Önkormányzat                        |
| ----- | ------------ | ----------------------------------- |
| 15025 | 15300        | Albepierre-Bredons (CCPMu)          |
| 15001 | 15160        | Allanche (CCC)                      |
| 15002 | 15100        | Alleuze (CCPSF)                     |
| 15003 | 15700        | Ally (CCPS)                         |
| 15004 | 15100        | Andelat (CCP)                       |
| 15005 | 15100        | Anglards-de-Saint-Flour (CCPSF)     |
| 15006 | 15380        | Anglards-de-Salers (CCPS)           |
| 15007 | 15110        | Anterrieux (CCCA)                   |
| 15008 | 15240        | Antignac                            |
| 15009 | 15400        | Apchon (CCPG)                       |
| 15010 | 15200        | Arches (CCPMauc)                    |
| 15011 | 15150        | Arnac                               |
| 15012 | 15130        | Arpajon-sur-Cère (CABA)             |
| 15013 | 15500        | Auriac-l’Église (CCPMas)            |
| 15014 | 15000        | Aurillac (CABA)                     |
| 15015 | 15240        | Auzers (CCPMauc)                    |
| 15016 | 15250        | Ayrens (CABA)                       |
| 15017 | 15800        | Badailhac                           |
| 15018 | 15700        | Barriac-les-Bosquets (CCPS)         |
| 15019 | 15240        | Bassignac                           |
| 15020 | 15270        | Beaulieu                            |
| 15269 | 15140        | Besse (CCPS)                        |
| 15021 | 15600        | Boisset (CCPMaus)                   |
| 15022 | 15500        | Bonnac (CCPMas)                     |
| 15024 | 15700        | Brageac (CCPS)                      |
| 15026 | 15230        | Brezons (CCPP)                      |
| 15027 | 15340        | Calvinet                            |
| 15028 | 15130        | Carlat                              |
| 15029 | 15340        | Cassaniouze                         |
| 15030 | 15290        | Cayrols                             |
| 15031 | 15170        | Celles (CCPMu)                      |
| 15032 | 15500        | Celoux (CCPMas)                     |
| 15033 | 15230        | Cézens (CCPP)                       |
| 15034 | 15320        | Chaliers (CCMT)                     |
| 15035 | 15170        | Chalinargues (CCPMu)                |
| 15036 | 15200        | Chalvignac                          |
| 15037 | 15350        | Champagnac                          |
| 15038 | 15270        | Champs-sur-Tarentaine-Marchal       |
| 15040 | 15190        | Chanterelle (CCC)                   |
| 15041 | 15300        | La Chapelle-d’Alagnon (CCPMu)       |
| 15042 | 15500        | La Chapelle-Laurent (CCPMas)        |
| 15043 | 15500        | Charmensac (CCC)                    |
| 15044 | 15300        | Chastel-sur-Murat (CCPMu)           |
| 15045 | 15110        | Chaudes-Aigues (CCCA)               |
| 15046 | 15700        | Chaussenac (CCPS)                   |
| 15047 | 15300        | Chavagnac (CCPMu)                   |
| 15048 | 15500        | Chazelles (CCMT)                    |
| 15049 | 15400        | Cheylade (CCPG)                     |
| 15050 | 15400        | Le Claux (CCPG)                     |
| 15051 | 15320        | Clavières (CCMT)                    |
| 15052 | 15400        | Collandres (CCPG)                   |
| 15053 | 15170        | Coltines (CCP)                      |
| 15054 | 15190        | Condat (CCC)                        |
| 15055 | 15100        | Coren (CCPSF)                       |
| 15056 | 15250        | Crandelles (CABA)                   |
| 15057 | 15150        | Cros-de-Montvert                    |
| 15058 | 15130        | Cros-de-Ronesque                    |
| 15059 | 15430        | Cussac                              |
| 15060 | 15110        | Deux-Verges                         |
| 15061 | 15300        | Dienne (CCPMu)                      |
| 15063 | 15140        | Drugeac                             |
| 15064 | 15700        | Escorailles (CCPS)                  |
| 15065 | 15110        | Espinasse                           |
| 15066 | 15380        | Le Falgoux (CCPS)                   |
| 15067 | 15140        | Le Fau (CCPS)                       |
| 15068 | 15320        | Faverolles (CCMT)                   |
| 15069 | 15170        | Ferrières-Saint-Mary (CCPMas)       |
| 15070 | 15140        | Fontanges (CCPS)                    |
| 15071 | 15600        | Fournoulès (CCPMaus)                |
| 15072 | 15310        | Freix-Anglards (CCPS)               |
| 15073 | 15110        | Fridefont (CCCA)                    |
| 15074 | 15130        | Giou-de-Mamou (CABA)                |
| 15075 | 15310        | Girgols (CCPS)                      |
| 15076 | 15150        | Glénat                              |
| 15077 | 15230        | Gourdièges (CCPP)                   |
| 15078 | 15110        | Jabrun (CCCA)                       |
| 15079 | 15200        | Jaleyrac (CCPMauc)                  |
| 15080 | 15170        | Joursac (CCC)                       |
| 15081 | 15800        | Jou-sous-Monjou                     |
| 15082 | 15120        | Junhac                              |
| 15083 | 15250        | Jussac (CABA)                       |
| 15084 | 15120        | Labesserette                        |
| 15085 | 15130        | Labrousse                           |
| 15086 | 15230        | Lacapelle-Barrès (CCPP)             |
| 15087 | 15120        | Lacapelle-del-Fraisse               |
| 15088 | 15150        | Lacapelle-Viescamp                  |
| 15089 | 15120        | Ladinhac                            |
| 15090 | 15130        | Lafeuillade-en-Vézie                |
| 15091 | 15160        | Landeyrat (CCC)                     |
| 15092 | 15270        | Lanobre                             |
| 15093 | 15120        | Lapeyrugue                          |
| 15094 | 15150        | Laroquebrou                         |
| 15095 | 15250        | Laroquevieille (CABA)               |
| 15096 | 15590        | Lascelle (CABA)                     |
| 15097 | 15500        | Lastic (CCPSF)                      |
| 15098 | 15500        | Laurie (CCPMas)                     |
| 15099 | 15260        | Lavastrie                           |
| 15100 | 15300        | Laveissenet (CCPMu)                 |
| 15101 | 15300        | Laveissière (CCPMu)                 |
| 15102 | 15300        | Lavigerie (CCPMu)                   |
| 15103 | 15120        | Leucamp                             |
| 15104 | 15600        | Leynhac (CCPMaus)                   |
| 15105 | 43450        | Leyvaux (CCPMas)                    |
| 15106 | 15110        | Lieutadès                           |
| 15107 | 15320        | Lorcières (CCMT)                    |
| 15108 | 15320        | Loubaresse (CCMT)                   |
| 15110 | 15190        | Lugarde (CCC)                       |
| 15111 | 15210        | Madic                               |
| 15112 | 15230        | Malbo (CCPP)                        |
| 15113 | 15590        | Mandailles-Saint-Julien (CABA)      |
| 15114 | 15190        | Marcenat (CCC)                      |
| 15116 | 15400        | Marchastel (CCPG)                   |
| 15117 | 15220        | Marcolès                            |
| 15118 | 15250        | Marmanhac (CABA)                    |
| 15119 | 15500        | Massiac (CCPMas)                    |
| 15120 | 15200        | Mauriac (CCPMauc)                   |
| 15121 | 15110        | Maurines (CCCA)                     |
| 15122 | 15600        | Maurs (CCPMaus)                     |
| 15123 | 15200        | Méallet (CCPMauc)                   |
| 15124 | 15400        | Menet (CCPG)                        |
| 15125 | 15100        | Mentières (CCPSF)                   |
| 15126 | 15500        | Molèdes (CCPMas)                    |
| 15127 | 15500        | Molompize (CCPMas)                  |
| 15128 | 15240        | La Monselie                         |
| 15129 | 15190        | Montboudif (CCC)                    |
| 15130 | 15100        | Montchamp (CCPSF)                   |
| 15131 | 15240        | Le Monteil                          |
| 15132 | 15190        | Montgreleix (CCC)                   |
| 15133 | 15600        | Montmurat                           |
| 15134 | 15120        | Montsalvy                           |
| 15135 | 15150        | Montvert                            |
| 15136 | 15340        | Mourjou (CCPMaus)                   |
| 15137 | 15380        | Moussages                           |
| 15138 | 15300        | Murat (CCPMu)                       |
| 15139 | 15230        | Narnhac (CCPP)                      |
| 15140 | 15250        | Naucelles (CABA)                    |
| 15141 | 15170        | Neussargues-Moissac (CCPMu)         |
| 15142 | 15260        | Neuvéglise                          |
| 15143 | 15150        | Nieudan                             |
| 15144 | 15290        | Omps                                |
| 15145 | 15260        | Oradour (CCPP )                     |
| 15146 | 15800        | Pailherols                          |
| 15147 | 15290        | Parlan                              |
| 15148 | 15430        | Paulhac (CCPSF)                     |
| 15149 | 15230        | Paulhenc                            |
| 15150 | 15290        | Pers                                |
| 15151 | 15170        | Peyrusse (CCC)                      |
| 15152 | 15230        | Pierrefort (CCPP)                   |
| 15153 | 15700        | Pleaux (CCPS)                       |
| 15154 | 15800        | Polminhac                           |
| 15155 | 15160        | Pradiers (CCC)                      |
| 15156 | 15130        | Prunet                              |
| 15157 | 15600        | Quézac (CCPMaus)                    |
| 15158 | 15500        | Rageade (CCPMas)                    |
| 15159 | 15800        | Raulhac                             |
| 15160 | 15250        | Reilhac (CABA)                      |
| 15161 | 15170        | Rézentières (CCP)                   |
| 15162 | 15400        | Riom-ès-Montagnes (CCPG)            |
| 15163 | 15220        | Roannes-Saint-Mary                  |
| 15164 | 15100        | Roffiac (CCPSF)                     |
| 15165 | 15150        | Rouffiac                            |
| 15268 | 15290        | Le Rouget                           |
| 15166 | 15290        | Roumégoux                           |
| 15167 | 15600        | Rouziers (CCPMaus)                  |
| 15168 | 15320        | Ruynes-en-Margeride (CCMT)          |
| 15169 | 15240        | Saignes                             |
| 15170 | 15190        | Saint-Amandin (CCPG)                |
| 15172 | 15220        | Saint-Antoine (CCPMaus)             |
| 15173 | 15190        | Saint-Bonnet-de-Condat (CCC)        |
| 15174 | 15140        | Saint-Bonnet-de-Salers (CCPS)       |
| 15175 | 15310        | Saint-Cernin (CCPS)                 |
| 15176 | 15140        | Saint-Chamant (CCPS)                |
| 15178 | 15590        | Saint-Cirgues-de-Jordanne (CABA)    |
| 15179 | 15140        | Saint-Cirgues-de-Malbert (CCPS)     |
| 15180 | 15800        | Saint-Clément                       |
| 15181 | 15600        | Saint-Constant (CCPMaus)            |
| 15171 | 15170        | Sainte-Anastasie (CCC)              |
| 15186 | 15140        | Sainte-Eulalie (CCPS)               |
| 15198 | 15230        | Sainte-Marie (CCPP)                 |
| 15182 | 15150        | Saint-Étienne-Cantalès              |
| 15183 | 15130        | Saint-Étienne-de-Carlat             |
| 15185 | 15400        | Saint-Étienne-de-Chomeil            |
| 15184 | 15600        | Saint-Étienne-de-Maurs (CCPMaus)    |
| 15187 | 15100        | Saint-Flour (CCPSF)                 |
| 15188 | 15100        | Saint-Georges (CCPSF)               |
| 15189 | 15150        | Saint-Gérons                        |
| 15190 | 15400        | Saint-Hippolyte (CCPG)              |
| 15191 | 15310        | Saint-Illide (CCPS)                 |
| 15192 | 15800        | Saint-Jacques-des-Blats             |
| 15194 | 15600        | Saint-Julien-de-Toursac (CCPMaus)   |
| 15195 | 15320        | Saint-Just (CCMT)                   |
| 15196 | 15220        | Saint-Mamet-la-Salvetat             |
| 15197 | 15320        | Saint-Marc (CCMT)                   |
| 15199 | 15110        | Saint-Martial                       |
| 15200 | 15140        | Saint-Martin-Cantalès (CCPS)        |
| 15201 | 15230        | Saint-Martin-sous-Vigouroux (CCPP)  |
| 15202 | 15140        | Saint-Martin-Valmeroux (CCPS)       |
| 15203 | 15500        | Saint-Mary-le-Plain (CCPMas)        |
| 15205 | 15140        | Saint-Paul-de-Salers (CCPS)         |
| 15204 | 15250        | Saint-Paul-des-Landes (CABA)        |
| 15206 | 15350        | Saint-Pierre                        |
| 15207 | 15500        | Saint-Poncy (CCPMas)                |
| 15208 | 15140        | Saint-Projet-de-Salers (CCPS)       |
| 15209 | 15110        | Saint-Rémy-de-Chaudes-Aigues (CCCA) |
| 15211 | 15150        | Saint-Santin-Cantalès               |
| 15212 | 15600        | Saint-Santin-de-Maurs (CCPMaus)     |
| 15213 | 15190        | Saint-Saturnin                      |
| 15214 | 15290        | Saint-Saury                         |
| 15215 | 15130        | Saint-Simon (CABA)                  |
| 15216 | 15110        | Saint-Urcize (CCCA)                 |
| 15217 | 15150        | Saint-Victor                        |
| 15218 | 15380        | Saint-Vincent-de-Salers (CCPMauc)   |
| 15219 | 15140        | Salers (CCPS)                       |
| 15220 | 15200        | Salins                              |
| 15221 | 15130        | Sansac-de-Marmiesse (CABA)          |
| 15222 | 15120        | Sansac-Veinazès                     |
| 15223 | 15240        | Sauvat                              |
| 15224 | 15290        | La Ségalassière                     |
| 15225 | 15300        | Ségur-les-Villas (CCC)              |
| 15226 | 15340        | Sénezergues                         |
| 15227 | 15100        | Sériers (CCPSF)                     |
| 15228 | 15150        | Siran                               |
| 15229 | 15100        | Soulages (CCMT)                     |
| 15230 | 15200        | Sourniac (CCPMauc)                  |
| 15231 | 15170        | Talizat (CCP)                       |
| 15232 | 15100        | Tanavelle (CCPSF)                   |
| 15233 | 15250        | Teissières-de-Cornet (CABA)         |
| 15234 | 15130        | Teissières-lès-Bouliès              |
| 15235 | 15100        | Les Ternes                          |
| 15236 | 15800        | Thiézac                             |
| 15237 | 15100        | Tiviers (CCPSF)                     |
| 15238 | 15310        | Tournemire (CCPS)                   |
| 15240 | 15270        | Trémouille                          |
| 15241 | 15110        | La Trinitat                         |
| 15242 | 15600        | Le Trioulou                         |
| 15243 | 15400        | Trizac (CCPG)                       |
| 15244 | 15300        | Ussel (CCP)                         |
| 15245 | 15100        | Vabres (CCMT)                       |
| 15246 | 15400        | Valette (CCPG)                      |
| 15247 | 15170        | Valjouze (CCPMas)                   |
| 15248 | 15300        | Valuéjols (CCP)                     |
| 15249 | 15380        | Le Vaulmier                         |
| 15250 | 15240        | Vebret                              |
| 15251 | 15100        | Védrines-Saint-Loup (CCMT)          |
| 15252 | 15590        | Velzic (CABA)                       |
| 15253 | 15160        | Vernols (CCC)                       |
| 15254 | 15350        | Veyrières                           |
| 15255 | 15130        | Vézac (CABA)                        |
| 15256 | 15160        | Vèze (CCC)                          |
| 15257 | 15130        | Vezels-Roussy                       |
| 15258 | 15800        | Vic-sur-Cère                        |
| 15259 | 15500        | Vieillespesse (CCPSF)               |
| 15260 | 15120        | Vieillevie                          |
| 15261 | 15200        | Le Vigean (CCPMauc)                 |
| 15262 | 15100        | Villedieu                           |
| 15263 | 15300        | Virargues (CCPMu)                   |
| 15264 | 15220        | Vitrac                              |
| 15265 | 15210        | Ydes                                |
| 15266 | 15130        | Yolet (CABA)                        |
| 15267 | 15130        | Ytrac (CABA)                        |